# Doctor’s Advocate
Doctor’s Advocate – druga solowa płyta amerykańskiego rapera The Game wydana przez wytwórnię płytową Geffen Records w 2006 roku. Płyta na świecie sprzedała się w nakładzie 1,5 mln kopii (stan z 14.02.2007). Zaś w Ameryce sprzedano 966,000 tys. dzięki czemu płyta zdobyła certyfikat platynowej płyty. Produkcją płyty zajęli się : Just Blaze, Scott Storch, Jonathan Rotem, Kanye West, will.i.am, Reefa, Swizz Beatz, Hi-Tek, Nottz, Jelly Roll, Mr. Porter. W dniu premiery album znalazł się na pierwszym miejscu listy najlepiej sprzedających się albumów (Billboard 200) osiągnął on sprzedanych 358,988 tys. kopii w pierwszym tygodniu. Nakręcono do niego trzy singel'e It’s Okay (One Blood), Let’s Ride i Wouldn’t Get Far

## Lista utworów
| Nr | Tytuł                           | Producent      | Gościnnie                     | Długość |
| -- | ------------------------------- | -------------- | ----------------------------- | ------- |
| 1  | „Lookin’ at You”                | EP             |                               | 3:37    |
| 2  | „Da Shit”                       | DJ Khalil      |                               | 5:23    |
| 3  | „It’s Okay (One Blood)”         | Reefa          | Junior Reid                   | 4:17    |
| 4  | „Compton”                       | Will.i.am      | Will.i.am                     | 4:41    |
| 5  | „Remedy”                        | Just Blaze     |                               | 2:57    |
| 6  | „Let’s Ride”                    | Scott Storch   |                               | 3:57    |
| 7  | „Too Much”                      | Scott Storch   | Nate Dogg                     | 4:11    |
| 8  | „Wouldn’t Get Far”              | Kanye West     | Kanye West                    | 4:11    |
| 9  | „Scream on ’Em”                 | Swizz Beatz    |                               | 4:20    |
| 10 | „One Night”                     | Nottz          |                               | 4:27    |
| 11 | „Doctor’s Advocate”             | Jonathan Rotem | Busta Rhymes & Chauncey Black | 5:03    |
| 12 | „Ol’ English”                   | Hi-Tek         | Dion                          | 4:44    |
| 13 | „California Vacation”           | Jonathan Rotem | Snoop Dogg & Xzibit           | 4:29    |
| 14 | „Bang”                          | Jelly Roll     | Tha Dogg Pound                | 3:37    |
| 15 | „Around the World”              | Mr. Porter     | Jamie Foxx                    | 4:02    |
| 16 | „Why You Hate The Game”         | Just Blaze     | Nas & Marsha Ambrosius        | 9:22    |
| 17 | „I’m Chillin’” (UK bonus track) | Will.i.am      | Fergie & Will.i.am            | 4:32    |

## Niewydane utwory
W 2007 Game wydał utwory, które nie pojawiły się na „Doctor’s Advocate”.
| # | Tytuł            | Gościnnie             | Czas |
| - | ---------------- | --------------------- | ---- |
| 1 | „Breathe Eazy”   | RiZ & Nu Jerzey Devil | 4:33 |
| 2 | „Around the Way” | Keyshia Cole          | 3:49 |
| 3 | „Beautiful Life” |                       | 4:40 |
| 4 | „Murda”          |                       | 4:02 |
| 5 | „My Bitch”       |                       | 4:49 |
| 6 | „Feels Good”     | Mya                   | 4:33 |
| 7 | „Won’t Stop”     |                       | 4:18 |

- W „My Bitch” Game dissuje w trzech zwrotkach kolejno: 50 Centa, Jaya-Z i Suge Knighta.

### Single
- It’s Okay (One Blood) – wyprodukowany przez Reefa
- Let’s Ride – wyprodukowany przez Scott Storch
- Woudn't get far – wyprodukowany przez Kanye Westa, który, również występuje w utworze